# Супер 8
Супер 8 (енгл. Super 8) је амерички филмски трилер из 2011. године. Режију и сценарио потписује Џеј-Џеј Ејбрамс, док је продуцент филма Стивен Спилберг. Главне улоге играју Џоел Кортни, Ел Фанинг и Кајл Чандлер и прича причу о групи младих тинејџера који снимају сопствени Супер 8 филм када воз искочи из шина, ослобађајући опасно присуство у свом граду. Филм је снимљен у Виртону и околним подручјима, приказујући измишљени град Лилијан.
Супер 8 је издат 10. јуна 2011. године, у конвенционалним и IMAX биоскопима у Сједињеним Државама. Добио је генерално позитивне критике критичара, који су хвалили његове носталгичне елементе, визуелне ефекте, музику и посебно за наступе глумачке екипе, посебно су цитирани Фанингова и глума новајлије Кортнија, док је упоређиван са таквим тематски сличним филмовима попут Е. Т. ванземаљац, Остани уз мене и Гуниси, који садрже мрачнију интерпретацију тих култних радњи. Супер 8 је такође остварио комерцијални успех, зарадивши преко 260 милиона америчких долара у односу на буџет од 50 милиона америчких долара. Филм је добио неколико награда и номинација, првенствено у категоријама техничких и специјалних ефеката, Ђанкиновој музици, као и за наступе Кортнија и Фанингове.

## Радња
Године 1979, заменик шерифа Џек Ламб из Лилијана и његов 14-годишњи син Џо, тугују за супругом и мајком Елизабет, погинулом у несрећи на радном месту. Џек криви Луја Дајнара, чију је смену покривала док се појавио пијан. Џоу је остао само њен медаљом.
Четири месеца касније, Џоов пријатељ Чарлс прави зомби филм за филмско такмичење Супер 8. Он тражи помоћ од Џоа, заједно са пријатељима Престоном, Мартином и Каријем, као и Дајнаровом ћерком Алис. Иако би њихови очеви били бесни, Џо и Алис се зближавају.
Током снимања у складишту возова у поноћ, воз се приближава, а пикап камион се забија у воз, искачући из шина и уништавајући складиште. Деца су раздвојена у хаосу. Џо види како су насилно одбачена врата воза. Деца се окупљају и проналазе гајбе са необичним белим коцкама усред олупине, пре него што открију да је возач камиона њихов учитељ биологије др. Вудвард. Једва жив, упозорава их пушком да забораве оно што су видели. Беже како долази конвој из локалне базе ваздухопловства, предвођен пуковником Нелеком. Нелек проналази празну кутију филмова Супер 8.
Следећих дана град доживљава чудне догађаје; пси побегну, неколико грађана нестане, струја осцилира, а електронски предмети су украдени. Заменик Ламб прилази Нелека, али Нелек га хапси и наређује бацачима пламена да подметну пожар као изговор за евакуацију становника у базу. Џо и Чарлс гледају своје снимке са шина и виде да је велико створење побегло из воза. Нелек се суочава са Вудвардом у војној болници ради информација о створењу, али када га Вудвард укори, НелеК га убије.
Алисин отац каже Џоу да ју је створење отело. Џо, Чарлс, Мартин и Кари наговарају Џен, Чарлсову старију сестру, да флертује са Донијем како би их могао довести у град како би спасили Алис. Упавши у приколицу др Вудварда проналазе документе и филм из његовог времена као владиног истраживача.
Филм открива да је ваздухопловство ухватило ванземаљца када се срушио 1958. године и експериментисало на њему, задржавајући свој брод састављен од необичних белих коцки, омогућавајући му да мења облик. Ванземаљац је успоставио психичку везу са Вудвардом, убеђујући га да му помогне да побегне са Земље, али је Нелек саботирао, дискредитовао и отпустио Вудварда. Нелек заробљава децу, али ванземаљац убија Нелека и ваздухопловце, омогућавајући деци да побегну. Ламб побегне и договори се са Дајнаром да остави по страни њихове разлике како би спасили своју децу.
Војска напада ванземаљца, али њихов хардвер у њеном присуству испадне, што резултира значајном колатералном штетом. Џо и Кари проналазе масивни систем тунела испод града. Нестали становници града, укључујући Алис, онесвешћени висе са плафона пећине у којој ванземаљац ствара уређај од украдене електронике причвршћен за подножје водоторња. Користећи петарде као дистракцију, Џо ослобађа Алис и остале. Ванземаљац зграби Џоа, који тихо разговара с њим, говорећи да се „догађају лоше ствари”, али да „још може да живи”. Ванземаљац им омогућава повратак на површину.
Сви гледају како металне предмете из целог града непозната сила вуче на врх торња. Беле коцке се поново састављају док је свемирски брод и, док ванземаљац улази у њега, медаљон у Џоовом џепу извлачи се према торњу. После тренутка, пушта га, довршавајући брод. Док се брод подиже у свемир, Џо узима Алис за руку.
Кратки филм детектив-зомби који су деца снимала у Супер 8 ролама приказује се на крају филма поред кредитне траке. У њему Чарлс тражи да се његов кратки филм „Случај” одабере за локални филмски фестивал пре него што га Алис нападне као зомби.

## Улоге
| Глумац             | Улога           |
| ------------------ | --------------- |
| Џоел Кортни        | Џо Ламб         |
| Ел Фанинг          | Алис Дајнар     |
| Рајли Грифитс      | Чарлс Казник    |
| Рајан Ли           | Кари Макарти    |
| Гејбријел Басо     | Мартин Рид      |
| Зак Милс           | Престон Скот    |
| Рон Елдард         | Луј Дајнар      |
| Аманда Михалка     | Џен Казник      |
| Џоел Макинон Милер | Сал Казник      |
| Џесика Так         | гђа Казник      |
| Брет Рајс          | шериф Прајт     |
| Мајкл Ђакино       | заменик Крофорд |
| Мајкл Хичкок       | заменик Роско   |